# Колд-Спрінг (Нью-Йорк)
Колд-Спрінг (англ. Cold Spring) — селище (англ. village) в США, в окрузі Патнем штату Нью-Йорк. Населення — 1986 осіб (2020).

## Географія
Колд-Спрінг розташований за координатами 41°25′9″ пн. ш. 73°57′17″ зх. д. / 41.41917° пн. ш. 73.95472° зх. д. (41.419238, -73.954744).  За даними Бюро перепису населення США в 2010 році селище мало площу 1,55 км², з яких 1,54 км² — суходіл та 0,01 км² — водойми.

## Демографія
Згідно з переписом 2010 року, у селищі мешкало 2013 осіб у 910 домогосподарствах у складі 534 родин. Густота населення становила 1297 осіб/км².  Було 981 помешкання (632/км²).
Расовий склад населення:
| - 93,2 % — білих - 2,0 % — азіатів - 0,7 % — чорних або афроамериканців - 0,3 % — корінних американців - 0,1 % — вихідців з тихоокеанських островів - 1,5 % — осіб інших рас |

До двох чи більше рас належало 2,1 %. Частка іспаномовних становила 5,8 % від усіх жителів.
За віковим діапазоном населення розподілялося таким чином: 20,5 % — особи молодші 18 років, 62,5 % — особи у віці 18—64 років, 17,0 % — особи у віці 65 років та старші. Медіана віку мешканця становила 46,4 року. На 100 осіб жіночої статі у селищі припадало 90,6 чоловіків;  на 100 жінок у віці від 18 років та старших — 88,2 чоловіків також старших 18 років.
Середній дохід на одне домашнє господарство  становив 99 588 доларів США (медіана — 83 125), а середній дохід на одну сім'ю — 129 106 доларів (медіана — 107 045). Медіана доходів становила 91 250 доларів для чоловіків та 52 007 доларів для жінок. За межею бідності перебувало 7,5 % осіб, у тому числі 14,9 % дітей у віці до 18 років та 3,7 % осіб у віці 65 років та старших.
Цивільне працевлаштоване населення становило 1032 особи. Основні галузі зайнятості: освіта, охорона здоров'я та соціальна допомога — 21,0 %, мистецтво, розваги та відпочинок — 14,1 %, науковці, спеціалісти, менеджери — 13,9 %, роздрібна торгівля — 13,8 %.